# 山縣優
山縣 優（やまがた ゆう、1976年7月6日 - ）は、北海道苫小牧市出身の女子プロレスラー。函館大学卒業。

## 経歴
- 2000年12月3日アルシオンの第3期新人選手としてデビュー、対戦相手は吉田万里子。三角跳びボディーアタックを得意技として戦う。
- 2002年4月16日素行不良を理由にアルシオンから解雇を発表。
- 2002年5月25日、KAIENTAI DOJOのハウス・ショーに乱入し、KAIENTAI DOJO所属となる。所属選手となってからはサンボ大石（現、大石真翔）と抗争し、マイクのあとは急所攻撃で締めるキャラとなる。
- 2003年は主にこれといった活躍はないが堅実な試合でタッグ戦線をにぎわせた。
- 2004年になると、柏組の執拗な勧誘により柏組の一員となり「あねご」として活躍することとなった。
- 2005年、RAVE唯一の女子選手となり約1年5か月ぶりに出場した女子興行「T-1グランプリ」ではアメージング・コングを相手にバルコニーダイブを見せ観客の度肝を抜く。柏組を卒業後はNew Standardの一員となりバジリスクと抗争する。
- 2010年11月10日の新木場大会でバンビとのタッグでHIROKI&真霜拳號組の持つSTRONGEST-K TAG王座に挑戦した際は、攻撃が全く通用せず完敗。山縣が引退を決意したほどの試合であった[1]。
- 2011年5月8日、アルシオン元社長ロッシー小川が旗揚げしたスターダムに初参戦。夏樹☆たいよう&世IV虎と「トラブルメーカー2」を結成。
- 2011年7月31日、退団。フリーランスに転じる。8月7日のスターダム大阪大会が退団後最初の試合となった。退団に関しては「観客動員数を増やすことに対する心労があった」というようなことを後に断片的に語っている[1]。
- フリーランスとなってからはスターダムを主戦場として、地方の興行にも顔を出している。
- 2012年以降は元アルシオンのGAMIが代表を務めるプロレスリングWAVEにレギュラー参戦。
- 2012年6月1日付でZABUNと専属フリー契約を結んだ[2]。
- 2013年10月30日　浜田文子とのタッグ(Las aventureras)でWAVE認定タッグ王座に戴冠
- 2015年よりZABUN専属制度廃止に伴いプロレスリングWAVE&OSAKA女子プロレス兼任所属となり、フィジカルトレーナー&OSAKA女子相談役も兼任[3]。
- 2016年10月、Las aventurerasで今よりも強くなりたい選手とチームを結成することを明かし、朱崇花、下野佐和子、米山香織が加入。
- 2017年6月4日、プロレスリングWAVE退団。フリーランスに転じる。[4]。
- 2021年、JUST TAP OUTに参戦。11月18日現在、JTO GIRLS RANKING一位。
- 2022年8月6日、インディーガールズファイティング（愛知・スポルディーナアリーナ）に参戦。
- 2024年12月27日現在JTO GIRLS RANKING 5位。

## 得意技
- フェイスバスター
- クロスフェイスロック
- YUロック

ヘッドシザースと腕十字固めの複合技。
- 変形デスバレーボム

デスバレーの様に担ぎ、相手の頭を脇に抱えてシュバインのように落とす。技の名前はその時のシチュエーションによって変わる（「意地」「アディオス」「グラシアス」「Las Aventureras」など）
- 蒼魔刀

## タイトル歴
プロレスリングWAVE
- 第14代Regina di WAVE王座
- 第9代、第13代、第15代WAVE認定タッグ王座（パートナーは浜田文子）

プロフェッショナルレスリングJUST TAP OUT
- 第3代QUEEN of JTO
- 第4代JTO GIRLS王座

## 入場テーマ曲
- 初代:不明
- 2代目:「messin' like a kid」（uedand）
- 3代目:「Yuu」（A1-joko）※「KAIENTAI DOJO vol.5」に収録
- 4代目:「eternity」（A1-joko）※キングレコード「KAIENTAI DOJO」に収録

## 特記

### 特色
- 長渕剛の大ファンである。
- 入団前はバスケットボールで実業団入りを目指していた。少女時代から曲がったことが嫌いで困った人を放っておけない"姉御肌"の持ち主であった。不良の先輩に拉致された友人を単身で救出しに行ったこともある。しかし周囲から頼られる自分を演じ続けることに息苦しさを感じ、大学を卒業するとプロレスラーを目指して上京することを決意した[1]。
- アルシオンでは禁止されていた他団体の興行の観戦をとがめられたため、アルシオンを離脱[1]。山縣側は退団を主張しているがアルシオン側は解雇を主張し各団体にリリースを流すなどした。これに激怒した山縣が内部事情を週刊誌に暴露したために、アルシオン出身など一部の女子プロ関係者との関係は最悪と言われていた。
- プロレスが楽しくなったのはKAIENTAI DOJO初参戦から2ヶ月が経過した頃。自分の動きが良くなったためそれまで「試合のリズムを崩している」と周囲に言われて落ち込んでいた山縣であったが、これをきっかけに週3回の試合が楽しみなった[1]。
- 毎試合細身故にダメージが大きく「このままでは壊れてしまう」と思った[1]ことから、2006年よりミッドブレスで肉体改造に取り組み、試合で筋肉をアピールしている。栗原あゆみに肉体改造を指導したこともある。また、2014年よりZABUNウエイト部を立ち上げ、春日萌花と夏すみれが参加している。
- STRONGEST-K TAG王座に挑戦して完敗した際は敗戦のショックから以降の数日間は放心状態で会場に向かおうにも着替えもままならなかったというが、数日後の第1試合で5分足らずで負けた自分を励ましてくれる声援が物凄かったため、それまであまり意識することのなかったファンの存在によって立ち直った[1]。

### 浜田文子との関係
- アルシオンに入門した際、ソチ浜田と意気投合したことから、浜田文子と親交を持つようになったが、浜田がクイーン・オブ・アルシオン王座を獲得してからは団体内に派閥が生まれ、反感を持つ人からは「文子と離れろ!」と威圧された。団体内のゴタゴタから若手時代は試合では潰され、マイクでは罵倒され、試合後いつも口内が血だらけで、デビュー以来80戦以上連戦連敗であった[1]。
- 浜田文子の覚せい剤事件に関しては、友として純粋で騙されやすい浜田を守れなかったことを心から悔いていた。浜田が引退した際、信じていた近くの人から裏切られ、悪評も次々と流され、命にかかわるほどの精神状態となり睡眠薬漬けの毎日を送っていた。そんな中で立ち直るきっかけとなったのが2018年11月の自主興行である[1]。

## テレビ出演
- プロレスKING（GAORA）
- 中居正広の金曜日のスマたちへ（TBS）
- 『ぷっ』すま（テレビ朝日）

## ラジオ出演
- 週刊ラジオプロレス（HBCラジオ）